# Yvonne Cormeau

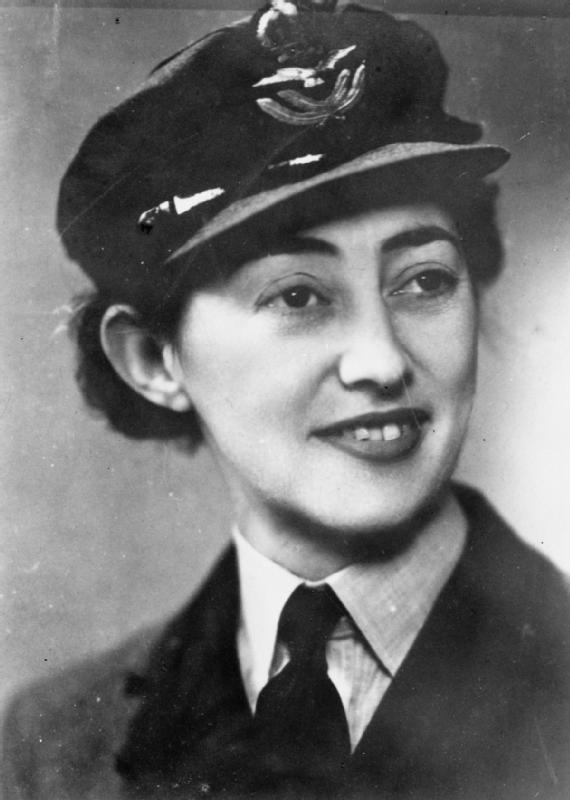
Yvonne Cormeau, um 1943

Beatrice Yvonne Cormeau, geborene Biesterfeld (* 18. Dezember 1909 in Shanghai; † 25. Dezember 1997 in Fleet (Hampshire)) war eine Agentin der britischen nachrichtendienstlichen Spezialeinheit Special Operations Executive (SOE) im Zweiten Weltkrieg.

## Biografie
Yvonne Cormeau war die Tochter eines belgischen Konsularbeamten und einer schottischen Mutter. Nach der Rückkehr der Familie nach Europa verbrachte sie ihre Schulzeit in Belgien und Schottland und beherrschte bald sowohl die französische als auch die englische Sprache in Wort und Schrift. 1937 heiratete sie den belgischen Militäroffizier Charles Edouard Emile Cormeau und lebte mit ihm und der gemeinsamen Tochter in Belgien, wo sie als Sekretärin des Justiziars an der britischen Botschaft arbeitete. Nach Kriegsbeginn zog sie mit ihrem Mann nach London und soll ihre Tochter zur Sicherheit aufs Land gebracht haben. Im Frühsommer 1940 wurde ihr Mann im Westfeldzug verwundet. Als Rekonvaleszent zurück in London, verlor er sein Leben bei einem Bombenangriff auf die britische Hauptstadt, den Cormeau selbst mit Glück überlebte.
Im Herbst 1941 trat Cormeau in die Women’s Auxiliary Air Force (WAAF) ein und leistete ihren Dienst auf dem Militärflugplatz Innsworth. 1943 wurde Cormeau – nicht zuletzt wegen ihrer perfekten Französischkenntnisse – von „SOE“ für die Sektion „F“ angeworben. Sie erhielt den Tarnnamen „Annette“. Nach einem umfassenden Training landete sie mit ihrem Fallschirm am 23. August 1943 im von den Deutschen besetzten Frankreich, um dort als Funkerin die Résistance zu unterstützen.
Unter Colonel George Starr (Tarnname „Hilaire“), als Leiter des britischen Agentenrings „Wheelright“ ein bedeutender Unterstützer der Résistance in der Gascogne, funkte Cormeau 13 Monate lang mehr als 400 Mal nach London, um unter anderem über 140 Waffen- und Ausrüstungslieferungen zu organisieren, die durch britische Flugzeuge für Starrs Widerstandszirkel abgeworfen wurden. Diese Lieferungen spielten eine bedeutende Rolle für die Schlagkraft der Résistance, insbesondere nach dem Beginn der alliierten Invasion Anfang Juni 1944. Da Cormeau beim Funken die Sicherheitsvorschriften streng einhielt, konnte sie der Entdeckung durch die Deutschen entgehen: Im entlegenen Hauptquartier von Starr am Fuß der Pyrenäen beobachtete sie während des Funkens mit einem Fernglas die Umgebung und brach – wenn sie Peilwagen der deutschen Besatzer entdeckte – den Funkkontakt sofort ab.
Den Deutschen war bekannt, dass eine britische Agentin in der Umgebung Funksprüche absetzte und sie suchten Cormeau, auch mittels Steckbriefen. Einmal entging sie nur der Festnahme durch eine deutsche Patrouille, indem sie sich mit ihrer Tarnidentität als örtliche Krankenschwester herausredete. Während Kampfhandlungen der Maquis mit der Wehrmacht wurde sie am Bein verwundet. Nach der Befreiung von Paris nahm sie mit Starr am Marsch auf Toulouse teil und kehrte bald darauf nach England zurück.
Nach Kriegsende wurde Cormeau britische Staatsbürgerin und kümmerte sich vorwiegend um die Erziehung ihrer Tochter. Für einige Jahre arbeitete sie im britischen Außenministerium und später als Übersetzerin. Sie gehörte dem Special Forces Club und dessen Komitee an. In Valençay nahm Cormeau 1991 an der Einweihung des Mahnmals zur Erinnerung an ihre verstorbenen „SOE“-Kameraden teil. Noch im hohen Alter von 80 Jahren heiratete sie erneut und lebte mit ihrem zweiten Ehemann James Edgar Farrow in Derbyshire.

## Ehrungen
- Médaille de la Résistance[1]
- Order of the British Empire[1]
- Croix de guerre[1]
- Frauen in der Résistance